# Павленко Владислав Віталійович
Владисла́в Віта́лійович Павле́нко (нар. 5 квітня 1994, Нікополь) — український футболіст, півзахисник. Колишній гравець молодіжної збірної України.

## Біографія

### Клубна кар'єра
Почав займатися футболом у першому класі в 7 років. З 2006 року по 2008 рік виступав за молодіжну команду «Нікополь-98» в чемпіонаті Дніпропетровської області. На одному з турнірів в місті Комсомольському, він разом з командою став переможцем змагання. У фінальному матчі він забив гол і удостоївся звань «Найкращий гравець» і «Приз глядацьких симпатій». Потім, з 2010 року по 2011 роки виступав за дніпропетровське училище фізичної культури (УФК) в дитячо-юнацькій футбольній лізі України.
У липні 2011 року перейшов в сімферопольську «Таврію», взявши 17 номер. 18 червня 2011 тодішній головний тренер «Таврії» Семен Альтман довірив Павленко зіграти в товариському матчі проти «Оболоні» (0:0), він вийшов на 70 хвилині замість Кевіна Кпакора, який знаходився на перегляді. 8 липня 2011 дебютував у молодіжній першості України, в 1-му турі сезону 2011/12 в домашньому матчі проти луганської «Зорі» (0:3), Павленко вийшов на 61 хвилині замість Михайла Баринова. У серпні 2011 року він був деякий час травмований. У січні 2012 року разом з дублем «Таврії», брав участь у товариському турнірі — «Кримський пролісок». Після того, як П'єр-Андре Шурманн очолив молодіжний склад «Таврії», Павленко назвав його найкращим тренером з яким він працював. Владислав зазначав у його роботі — тактику на контроль і утримання м'яча.
У квітні 2012 року продовжив контракт з «Таврією» на два роки. За підсумками сезону 2011/12 зіграв у молодіжній першості в 25 матчах і отримав 2 жовті картки, ставши другим після Дмитра Матвієнка за кількістю проведених ігор в цьому сезоні.
У жовтні 2012 року разом з дублем став переможцем міні-турніру на призи колишніх гравців «Таврії», Віктора Орлова та Ігоря Волкова, турнір пройшов в Саках.
Головний тренер «Таврії» Олег Лужний викликав Павленко на збори разом з основною командою в Туреччині взимку 2013 року, де він добре себе зарекомендував. У 2013 році Павленко взяв собі 21 номер на футболці. Виклик в основну команду насамперед був пов'язаний із забороною ФІФА на здійснення трансферів «Таврії». Ця ж проблема, а також те, що деякі гравці були травмовані посприяла і дебюту Владислава в Прем'єр-ліги України, 3 березня 2013 року в домашньому матчі проти львівських «Карпат» (0:2), Павленко почав гру в основному складі, а на 51 хвилині був замінений на Юрія Габовду. Дебютувавши в складі «Таврії» він став 301-м гравцем у складі команди, який зіграв у чемпіонаті України.
У наступному, виїзному матчі 9 березня проти запорізького «Металурга» (0:1), Павленко також вийшов в основі, але був замінений на Марко Не на 65 хвилині. 21 квітня Олег Лужний вперше довірив Павленко зіграти без замін в чемпіонаті в домашньому матчі проти луцької «Волині» (3:0), в якому Павленко на 81 хвилині отримав жовту картку.
25 лютого 2015 року перейшов до клубу білоруського чемпіонату «Вітебськ», який покинув у січні 2016 року.
У березні 2016 року став гравцем узбецького клубу «Навбахор», у складі якого дебютував 25 березня в матчі 1/8 фіналу Кубка Узбекистану. На початку серпня того ж року разом з Андрієм Деркачем перейшов до складу клубу «Машал».

### Кар'єра в збірній
Вперше в юнацьку збірну України до 19 років був викликаний головним тренером команди Юрієм Морозом на Меморіал Стевана Вілотича, який відбувся у вересні 2012 року в сербському місті Суботиця. У складі збірної він дебютував 7 вересня в матчі проти Чорногорії (0:1), Павленко почав гру в стартовому складі, а на 86 хвилині був замінений на Дениса Притиковського. На наступний день, 8 вересня в матчі проти Ізраїлю (4:4), Павленко відіграв всю гру. Матч закінчився внічию, після чого була проведена серія пенальті в якій перемогли ізраїльтяни (3:5). У матчі за 3 місце, Україна поступилася Угорщині (0:2), Павленко залишився в цій зустрічі залишився на лавці запасних. 20 вересня зіграв у Мінську в товариській грі проти Білорусі (0:1), вийшовши у стартовому складі і відігравши до 65 хвилині, після того, як був замінений на Дмитра Мішньова.
Наприкінці вересня 2012 Павленко також був викликаний на кваліфікаційний раунд до чемпіонату Європи 2013 для юнаків до 19 років. У першому матчі проти Фарерських островів Україна добилася розгромного результату (0:6), Павленко на 28 хвилині забив другий м'яч українців у ворота Елі Лейфссона. В наступна гра проти Естонії також завершилася перемогою (0:2), Павленко відіграв до 79 хвилини, коли був замінений на Мішнова. В останній грі проти Англії (1:1), Павленко вийшов на 78 хвилині замість Амбросія Чачуа, на 88 хвилині він забив перший гол у грі в ворота Джордана Пікфорда, але в додатковий час на 4-й доданій хвилині Халлам Хоуп зрівняв рахунок. У підсумку Україна у своїй групі посіла 2 місце набравши 7 очок і лише за різницею забитих і пропущених голів поступилася Англії (на один забитий м'яч). Це дозволило Україні пройти далі, в елітний раунд.